# 소와정
소와정(総和町)은 이바라키현 사시마군에 설치되었던 정이다. 현재의 고가시에 해당한다.